# Apopi I.
Apopi I., auch Apophis I., war ein altägyptischer König (Pharao) der 15. Dynastie (Zweite Zwischenzeit) und damit der Hyksos-Zeit, welcher von etwa 1590 bis um 1549 v. Chr. regierte (Franke: 1574–1534 v. Chr.).

## Familie
Als Verwandte des Apopi sind die Frauen Tani und Tja'rudjet mit dem Titel Königsschwester bekannt. Ihre Namen sind auf Objekten des Herrschers belegt. Als Apopis Tochter ist eine Harta bezeugt.

## Belege
Für die 15. Dynastie sind gemäß Turiner Königspapyrus und Manetho übereinstimmend sechs Herrscher genannt. Da vier andere Könige namentlich zugewiesen werden konnten, wird in der Ägyptologie mehrheitlich davon ausgegangen, dass nur ein König mit Namen Apopi existierte, so beispielsweise auch Jürgen von Beckerath und Detlef Franke, die alle drei Thronnamen dem gleichen Apopi zuordnen.
Hinsichtlich der Namensabfolge liegen jedoch abweichende Einschätzungen vor. Nicolas Grimal sieht außerdem im Thronnamen Neb-chepesch-Re einen Vasallenkönig der 16. Dynastie und nimmt zusätzlich zwei verschiedene Herrscher mit Namen Apopi I. sowie Apopi II. während der 15. Dynastie an.
Jürgen von Beckerath folgt Nicolas Grimals Vermutung nur ansatzweise und erkennt allenfalls im Thronnamen Neb-chepesch-Re Hinweise auf einen Vasallenkönig in der 16. Dynastie.

### Eigenname Apopi

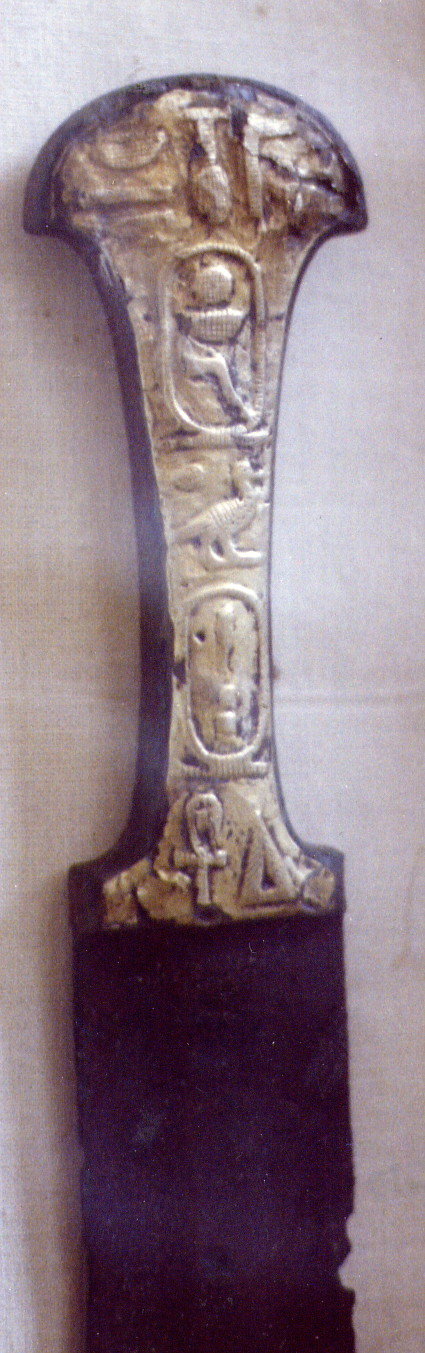
Dolch mit Thron-(Neb-chepesch-Re) und Eigenname (Apopi)

Der Eigenname von Apopi ist ähnlich wie Pepi als altägyptischer Kosename zu verstehen und taucht zusammen mit Seqenenre im Papyrus Sallier I. auf. Apopi ist zudem im memphitischen Priesterstammbaum bezeugt, dazu auf einer von Sesostris III. usurpierten Sphinx, in einer aus Bubastis stammenden Bauinschrift sowie auf weiteren Denkmälern.
Außerdem befand sich in der Krypta vom Hathor-Heiligtum in Dendera ein Sistrum, das von einem „Apopi“ gestiftet wurde. Auf einem Steingefäß ist die Weihinschrift „Von Apopi an Re“ vermerkt.

### Thronnamen
Der Thronname Neb-chepesch-Re ist unter anderem auf einem Dolch bezeugt, den Apopi seinem Gefolgsmann Nahmann schenkte sowie auf einem Skarabäus und auf einer Gefäßinschrift.
Der Name Aa-qenen-Re ist mehrmals belegt: Auf einer dem Gott Seth aus Auaris geweihten Opferplatte sowie als usurpierte Inschriften auf den Kolossen des Emramescha und auf einem Dolch sowie auf Mähnensphingen des Amenemhet III. aus Tanis. Auf der Opferplatte befindet sich auch der Horusname Se-hetep-taui.
Die älteste belegte Datierung stellt der Thronname Aa-user-Re (Variante: Heka-en-hut-waret-aa-user-Re) im Papyrus Rhind aus dem 33. Jahr seiner Regentschaft dar. Sowohl der Siegesbericht des Kamose nennt König Apopi als auch ein Architrav aus Gebelein, Gefäße, Skarabäen und eine Schreiberpalette. Nach Hans Goedicke steht er ganz in der Tradition der Ägypter, stammen doch auch die Papyri Ebers und Smith aus seiner Zeit.

## Regentschaft
Apopi regierte laut Turiner Königspapyrus mindestens 40 Jahre, wobei die Zuordnung dieses Eintrages an Apopi nur angenommen wird, da der Vermerk „40 + x Jahre“ sonst mit keinem anderen Hyksos-König verbunden werden kann. Nach Manetho (Josephus) regierte Apopi 36 Jahre und sieben Monate, nach Manetho (Africanus) sogar bis 61 Jahre sowie nach einer anderen Variante 14 Jahre.
Apopi lebte zunächst mit den thebanischen Fürsten der 17. Dynastie in Koexistenz unter seiner Oberherrschaft. Eine erhaltene Schülerhandschrift aus der 19. Dynastie schildert den Beginn der Zwietracht zwischen dem König Apopi und dem Fürsten Seqenenre aus Theben: „der König in Auaris fühlt sich durch das Gebrüll der Nilpferde in Theben belästigt.“ (siehe auch Der Streit zwischen Apopi und Seqenenre)

## Vertreibung
Seqenenre fällt im Kampf gegen die Hyksos und sein Nachfolger Kamose führte den Kampf fort. Auf seiner Stele titulierte er Apopi abfällig als „Fürst von Palästina“, eroberte Neferusi nahe Hermopolis und belagerte Auaris. Die Eroberung der Stadt gelang ihm jedoch nicht und erst Kamoses Nachfolger Ahmose nahm die Stadt ein.